# Coelioxys vigilans
Coelioxys vigilans là một loài Hymenoptera trong họ Megachilidae. Loài này được Smith mô tả khoa học năm 1879.

## Hình ảnh

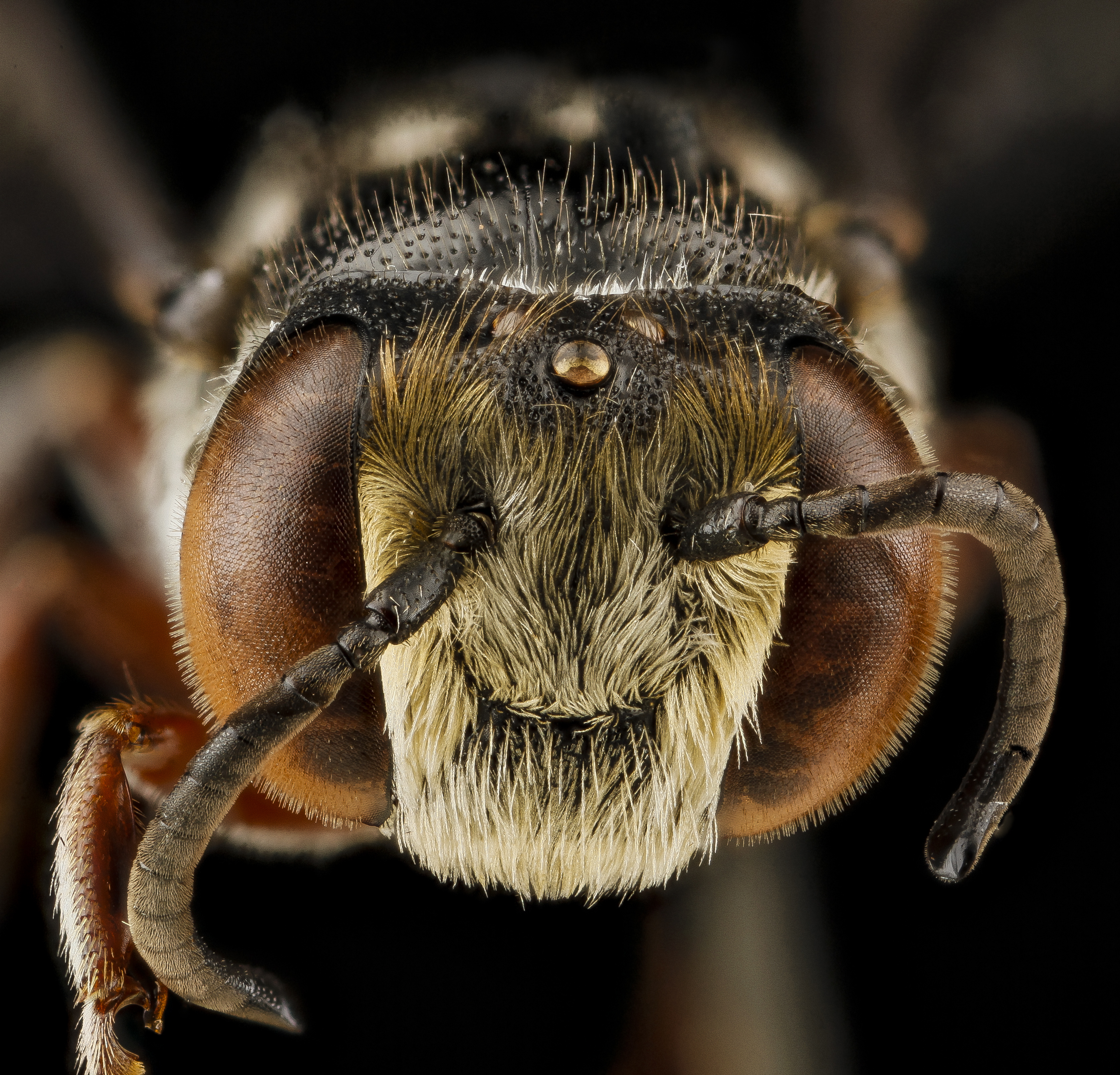
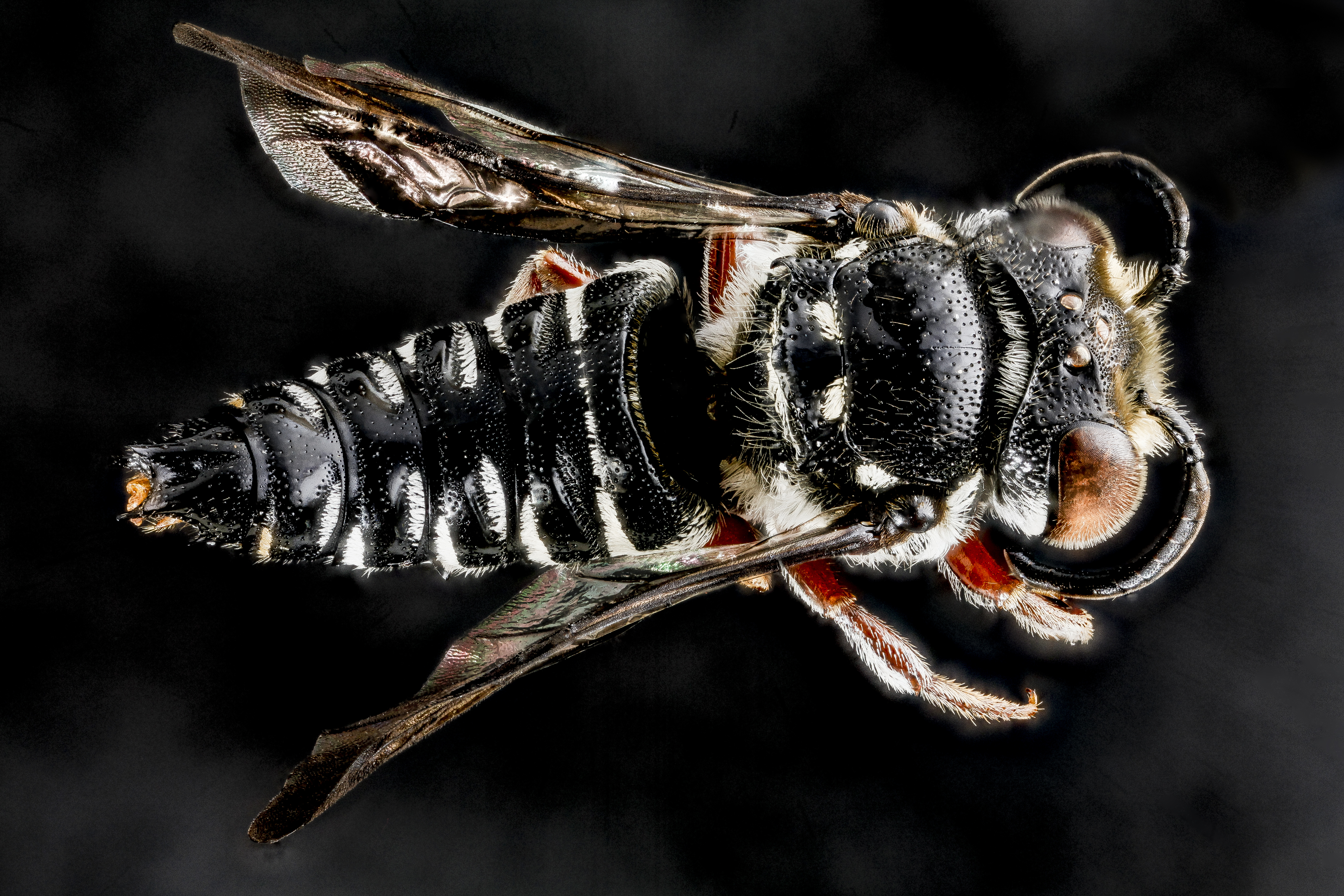
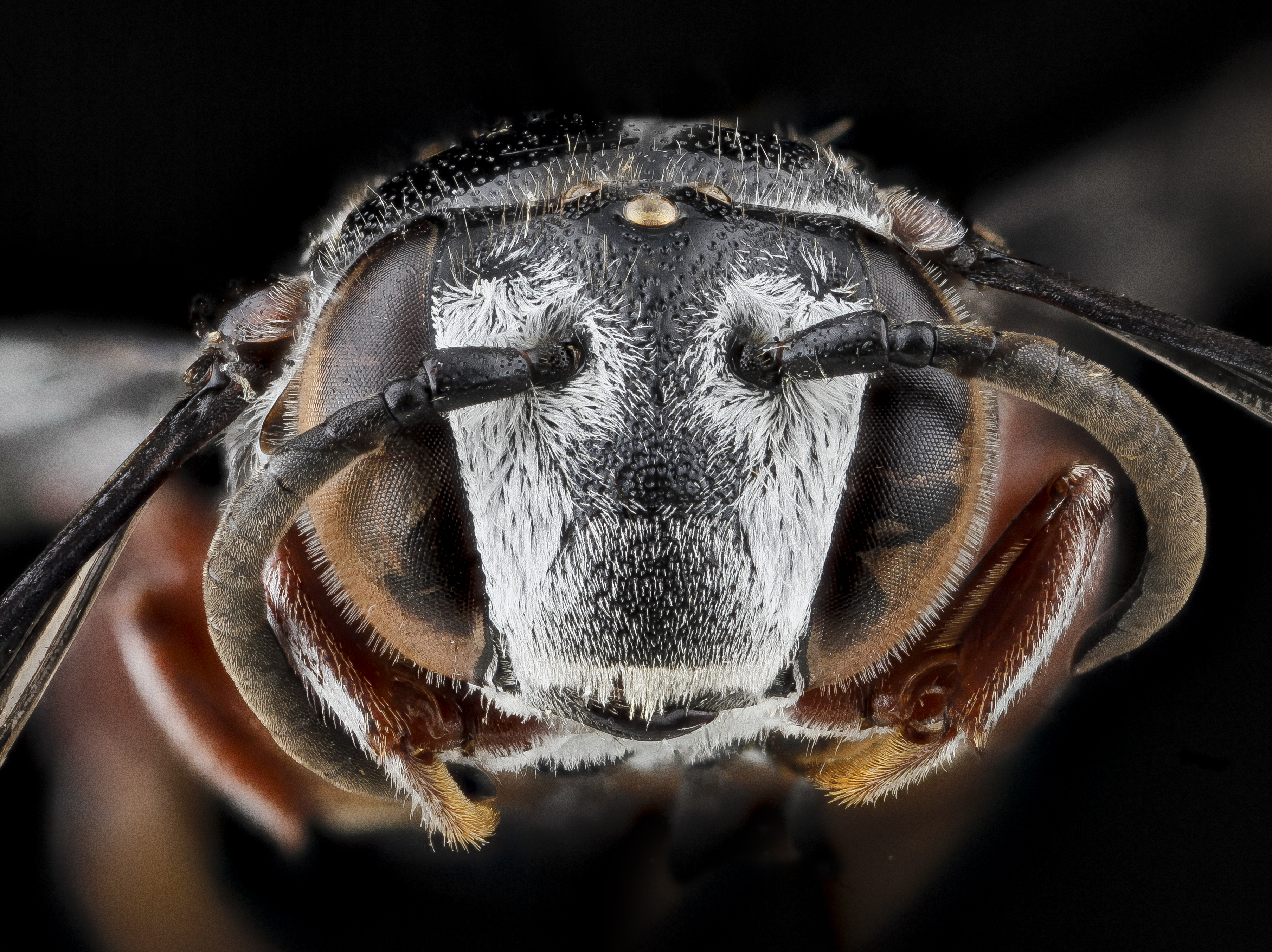
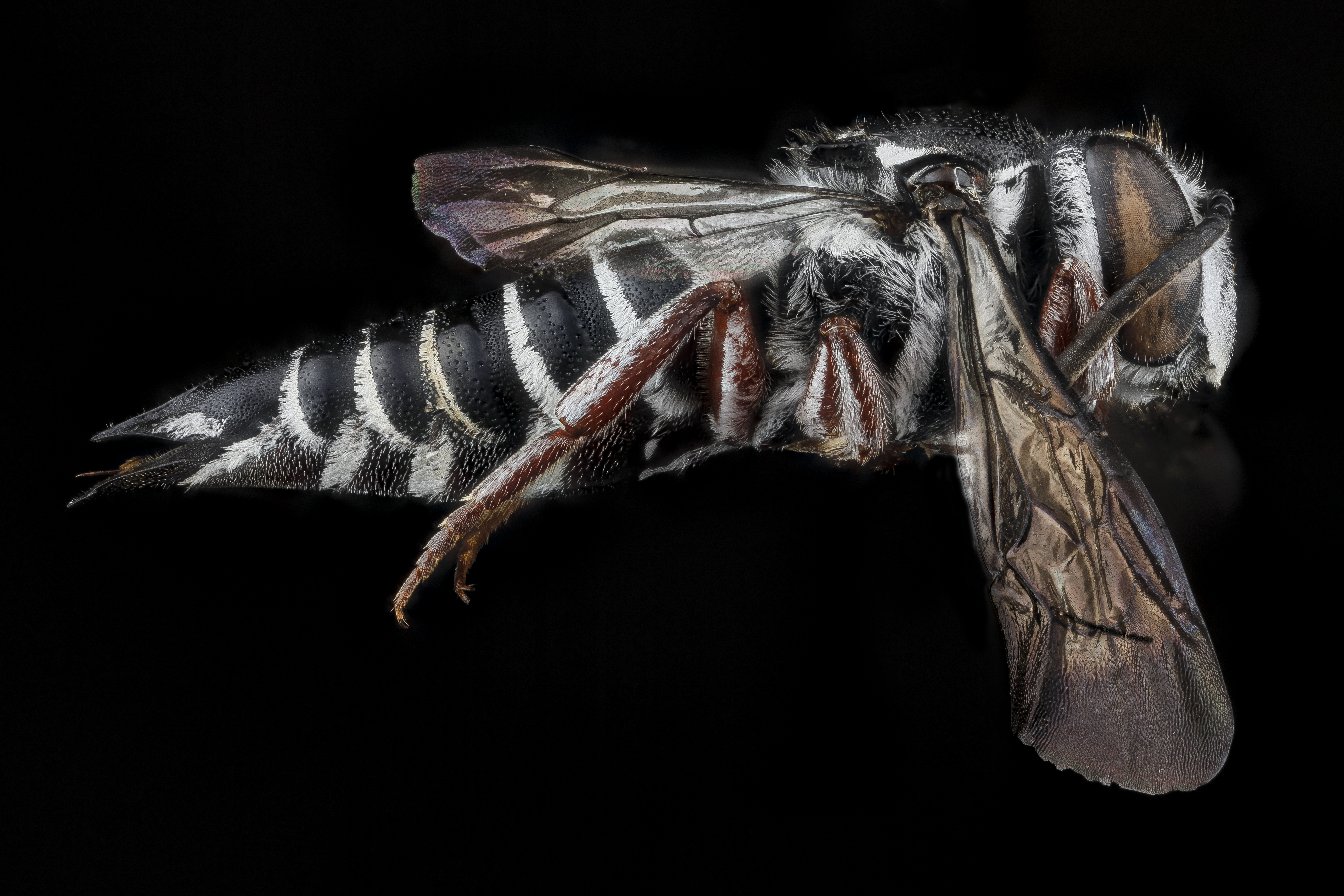